# Humbert Eersel
Humbert E. Eersel vervulde na de telefooncoup in 1991 tien maanden lang de positie van (waarnemend) minister van Economische Zaken (of Handel en Industrie) in het Surinaamse kabinet-Kraag.
Zelf geeft hij zijn titel in die tijd als Secretary of the Ministry of Economic Affairs. Na 1991 bleef hij nog 15 jaar adviseur voor het ministerie en diende hij de Republiek Suriname in een aantal ambtelijke functies. In 2010 benoemde president Bouterse hem tot lid van de deviezencommissie onder voorzitterschap van Kamla Madho. Hij is sinds 2011 een Senior Managing Consultant van het Kabinet van de President van de Republiek Suriname / Bureau van Staatsveiligheid.